# 18 augusti
18 augusti är den 230:e dagen på året i den gregorianska kalendern (231:a under skottår). Det återstår 135 dagar av året.

## Namnsdagar

### I den svenska almanackan
- Nuvarande – Ellen och Lena
- Föregående i bokstavsordning
  - Agapetus – Namnet fanns, till minne av Agapetus en romersk martyr från 200-talet, på dagens datum före 1901, då det utgick.
  - Ellen – Namnet infördes 1986 på 14 april, men flyttades 1993 till 21 september och 2001 till dagens datum.
  - Helen – Namnet infördes 1986 på dagens datum, men utgick 1993.
  - Helena – Namnet förekom, till minne av Skövdes skyddshelgon, före 1901 tidvis på 30 juli, eftersom hon firades i Skara stift denna dag. De övriga svenska stiften firade henne 31 juli och därför har namnet också varit vanligast där. 1901, när det sedan länge hade funnits på just 31 juli, flyttades det till dagens datum, eftersom det romerska helgonet Sankta Helena har sin festdag denna dag. Det fanns där fram till 2001, då det flyttades tillbaka till 31 juli.
  - Helny – Namnet infördes på dagens datum 1986, men flyttades 1993 till 30 september och 2001 till 11 september.
  - Lena – Namnet infördes 1986 på 28 september, men flyttades 1993 till dagens datum och har funnits där sedan dess.
- Föregående i kronologisk ordning
  - Före 1901 – Agapetus
  - 1901–1985 – Helena
  - 1986–1992 – Helena, Helen och Helny
  - 1993–2000 – Helena och Lena
  - Från 2001 – Lena och Ellen
- Källor
  - Brylla, Eva (red.). Namnlängdsboken. Gjøvik: Norstedts ordbok, 2000 ISBN 91-7227-204-X
  - af Klintberg, Bengt. Namnen i almanackan. Gjøvik: Norstedts ordbok, 2001 ISBN 91-7227-292-9

### Finlandssvenska almanackan
- Nuvarande från 2020[1] – Bo, Levi
- I föregående revideringar[a][2]
  - 1929–2019 – Bo

## Händelser
- 1744 – Den nyutsedde svenske tronföljaren Adolf Fredrik (kung mellan 1751 och 1771), vigs med Fredrik II av Preussens syster Lovisa Ulrika av Preussen.
- 1810 – Den franske marskalken Jean Baptiste Bernadotte väljs till svensk tronföljare vid riksdagen i Örebro.
- 1812 – Urtima riksdagen 1812 i Örebro avslutas. Detta är den sista riksdag som hålls utanför Stockholm.
- 1868 – Den franske astronomen Jules Janssen upptäcker grundämnet helium.
- 1877 – Den amerikanska astronomen Asaph Hall upptäcker månen Phobos som kretsar kring planeten Mars.
- 1917 – En stor brand i Thessaloniki, Grekland förstör 32 % av staden och lämnar 70 000 personer hemlösa.
- 1951 – Den svenska kafferansoneringen upphör och därmed har all ransonering sedan andra världskriget i Sverige upphört.
- 2005
  - Kina och Ryssland håller sin första gemensamma militärövning, kallad Peace Mission 2005.
  - Ett massivt strömavbrott drabbar den indonesiska ön Java, som påverkar nästan 100 miljoner människor, ett av de största och mest utbredda strömavbrott i historien någonsin.
- 2008 – Storstockholms Lokaltrafiks pendeltågsstation Gröndalsviken tas i bruk. Stationen ersätter den dåvarande stationen Nynäs havsbad.

## Födda
- 1450 –  Marko Marulić, kroatisk poet och humanist
- 1629 – Agneta Horn, dagboksförfattare
- 1685 – Brook Taylor, brittisk matematiker
- 1750 – Antonio Salieri, italiensk kompositör
- 1776 – Agustín de Argüelles, spansk statsman
- 1792 – John Russell, 1:e earl Russell, brittisk statsman, premiärminister
- 1810 – Jules Perrot, fransk balettdansör och koreograf
- 1820 – Gustaf Haqvinius, svensk skådespelare och teaterchef
- 1830 – Frans Josef av Österrike, kejsare av Österrike, kung av Ungern
- 1835 – Telemaco Signorini, italiensk målare
- 1854 – James Paul Clarke, amerikansk demokratisk politiker
- 1856 – Frank W. Higgins, amerikansk republikansk politiker, guvernör i staten New York
- 1859
  - Anna Ancher, dansk konstnär
  - Ernest Thiel, bankman, donator, poet, grundare av Thielska galleriet
- 1876 – George B. Martin, amerikansk demokratisk politiker, senator (Kentucky)
- 1890 – Walther Funk, tysk nazistisk politiker
- 1893 – Benjamin Abrams, amerikansk affärsman
- 1901 – Arne Borg, svensk simmare, mottagare av Svenska Dagbladets guldmedalj
- 1908 – Edgar Faure, fransk politiker, premiärminister
- 1917 – Caspar Weinberger, amerikansk försvarsminister
- 1918 – Helen Brinchmann, norsk skådespelare
- 1920 – Shelley Winters, amerikansk skådespelare
- 1921 – Eva Wikman, svensk skådespelare
- 1922 – Alain Robbe-Grillet, fransk författare
- 1925 – Brian Aldiss, brittisk författare
- 1931 – Kjell-Olof Feldt, svensk socialdemokratisk politiker, finansminister
- 1932 – Luc Montagnier, fransk virolog, mottagare av Nobelpriset i fysiologi eller medicin
- 1933 – Roman Polański, polsk-amerikansk filmregissör
- 1934 - Rafer Johnson, amerikansk tiokampare och skådespelare, OS-guld 1960
- 1936 – Robert Redford, amerikansk skådespelare, regissör och filmproducent
- 1942
  - Sten Elfström, svensk skådespelare
  - Bosse Ringholm, svensk finansminister, vice statsminister
- 1945 – David Dewhurst, amerikansk republikansk politiker
- 1952 – Patrick Swayze, amerikansk skådespelare
- 1953 – Louie Gohmert, amerikansk republikansk politiker
- 1954 – Anki Larsson, svensk skådespelare
- 1956
  - John Debney, amerikansk filmmusikkompositör
  - Viveka Eriksson, åländsk politiker (liberal)
- 1957
  - Carole Bouquet, fransk skådespelare
  - Denis Leary, amerikansk skådespelare
- 1958 – Madeleine Stowe, amerikansk skådespelare
- 1967 – Dan Peters, amerikansk trummis
- 1969
  - Edward Norton, amerikansk skådespelare
  - Christian Slater, amerikansk skådespelare
- 1971 – Patrik Andersson, svensk fotbollsspelare, VM-brons och kopia av Svenska Dagbladets guldmedalj
- 1976 – Michael Greis, tysk skidskytt
- 1980
  - Aljoša Kunac, kroatisk vattenpolospelare
  - Heidi Viljanen, finländsk socialdemokratisk politiker
- 1983 – Mika (sångare), libanesisk-brittisk sångare
- 1986 – Andreas Weise, svensk sångare och låtskrivare
- 1993 – Maia Mitchell, australisk skådespelare

## Avlidna
- 440 – Sixtus III, påve, helgon
- 1095 – Olof Hunger, kung av Danmark
- 1227 – Djingis khan, mongolisk härskare
- 1276 – Hadrianus V, påve
- 1433 – Jöns Gerekesson, svensk ärkebiskop
- 1503 – Alexander VI, påve
- 1559 – Paulus IV, påve
- 1620 – Wanli, kejsare av den kinesiska Mingdynastin
- 1642 – Guido Reni, italiensk målare
- 1765 – Frans I, tysk-romersk kejsare
- 1829 – Fredrik Gyllenborg, svensk politiker, justitiestatsminister
- 1850 – Honoré de Balzac, fransk författare
- 1855 – Thomas Metcalfe, amerikansk politiker, guvernör i Kentucky
- 1873 – Ludvig Manderström, greve, diplomat, ämbetsman, statsråd, ledamot av Svenska Akademien
- 1905 – Albert Edelfelt, finländsk konstnär
- 1907 – John Kerr, skotsk fysiker
- 1909 – Axel Otto Lindfors, svensk läkare, universitetslärare och författare
- 1918 – George H. Prouty, amerikansk republikansk politiker, guvernör i Vermont
- 1924 – LeBaron B. Colt, amerikansk republikansk politiker och jurist, senator (Rhode Island)
- 1930 – Clara Wæver, dansk textilkonstnär
- 1940 – Walter P. Chrysler, amerikansk bilindustripionjär
- 1944 – Ernst Thälmann, tysk politiker, ledare för Tysklands kommunistiska parti
- 1969
  - Conrad Albrecht, tysk sjömilitär, generalamiral
  - Laci Boldemann, svensk-finsk tonsättare
  - Clemens Klotz, tysk arkitekt
- 1988 – Frederick Ashton, brittisk balettdansör och koreograf
- 1994
  - Charles Redland, svensk kompositör, kapellmästare och musiker
  - Richard Synge, brittisk biokemist, mottagare av Nobelpriset i kemi
- 1995 – Gunnar Svensson, svensk kompositör, pianist och sångare
- 2004
  - Elmer Bernstein, amerikansk kompositör och arrangör av filmmusik
  - Hiram Fong, amerikansk republikansk politiker, senator (Hawaii)
- 2005 – Lloyd Meeds, amerikansk demokratisk politiker, kongressledamot
- 2007 – Michael Deaver, amerikansk tidigare vice stabschef i Vita huset
- 2009
  - Hildegard Behrens, tysk operasångare
  - Kim Dae-jung, sydkoreansk politiker, tidigare premiärminister, president 1998–2003 och mottagare av Nobels fredspris 2000
  - Robert Novak, amerikansk journalist
- 2011
  - Johnson, indisk filmmusikkompositör
  - Gunilla Lindberg, svensk journalist och författare
  - Jean Tabary, fransk serietecknare av Iznogoud
- 2012 – Scott McKenzie, amerikansk musiker
- 2013 – Rolv Wesenlund, norsk komiker och skådespelare
- 2014
  - Jim Jeffords, amerikansk senator för Vermont
  - Don Pardo, amerikansk radio- och TV-presentatör
- 2018 – Kofi Annan, ghanansk diplomat, Förenta nationernas generalsekreterare, mottagare av Nobels fredspris 2001
- 2019 – Kathleen Blanco, amerikansk politiker, guvernör i Louisiana 2004–2008
- 2024 – Alain Delon, fransk skådespelare